# 希迈

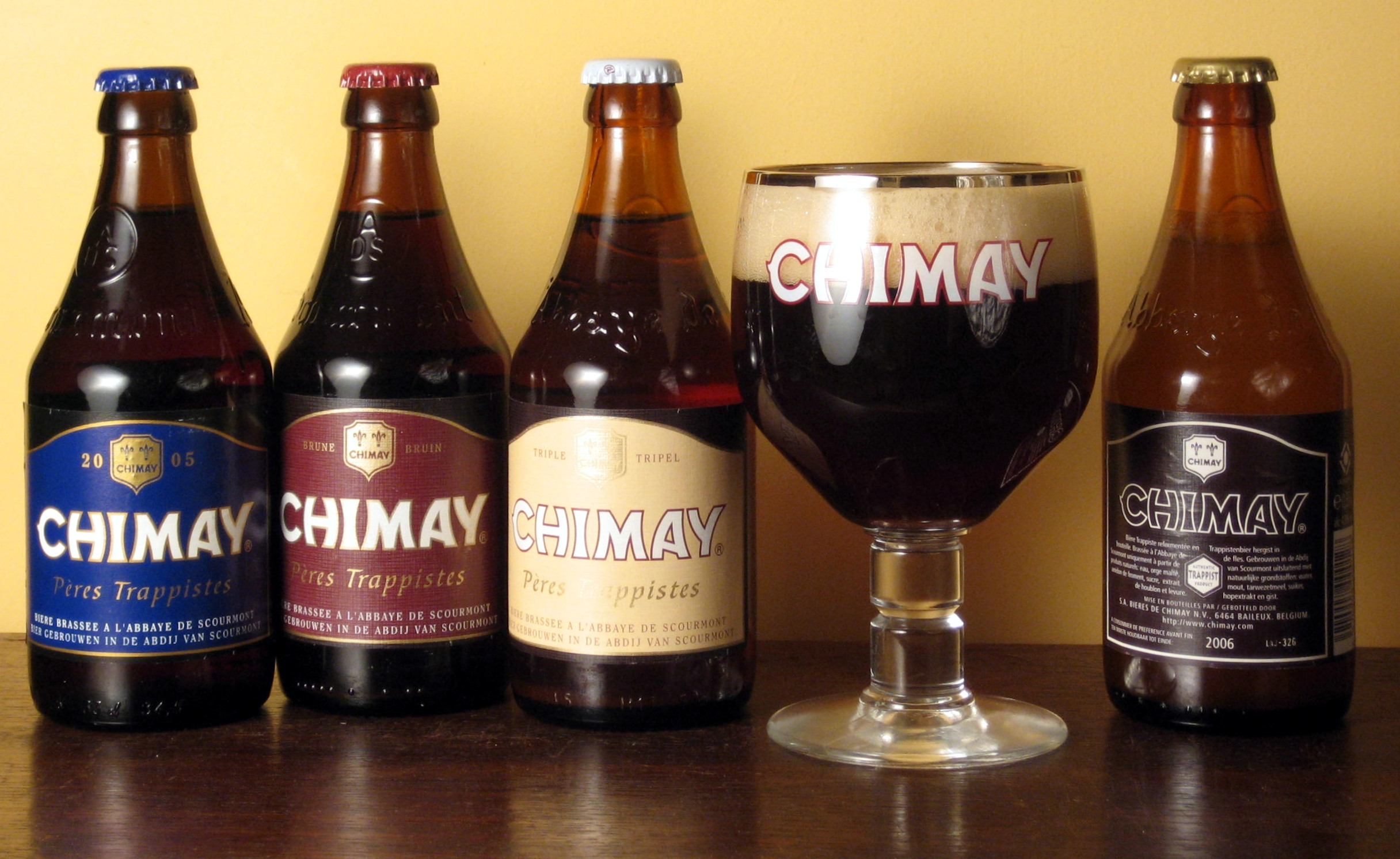
希迈啤酒

希迈（法語：Chimay，法語發音：[ʃimɛ] ⓘ）是比利时瓦隆大区埃諾省蒂安區的一座城市，西北面和南面与法国接壤，通行法语，是比利时法语社群的一部分，面积197.10平方千米，人口9,841人（2018年1月1日）。希迈以生产于该地的啤酒而闻名。

## 友好城市
- 英国 拉姆斯盖特
- 法國 孔夫朗-圣奥诺里娜